# Helena von Schleswig-Holstein-Sonderburg-Glücksburg

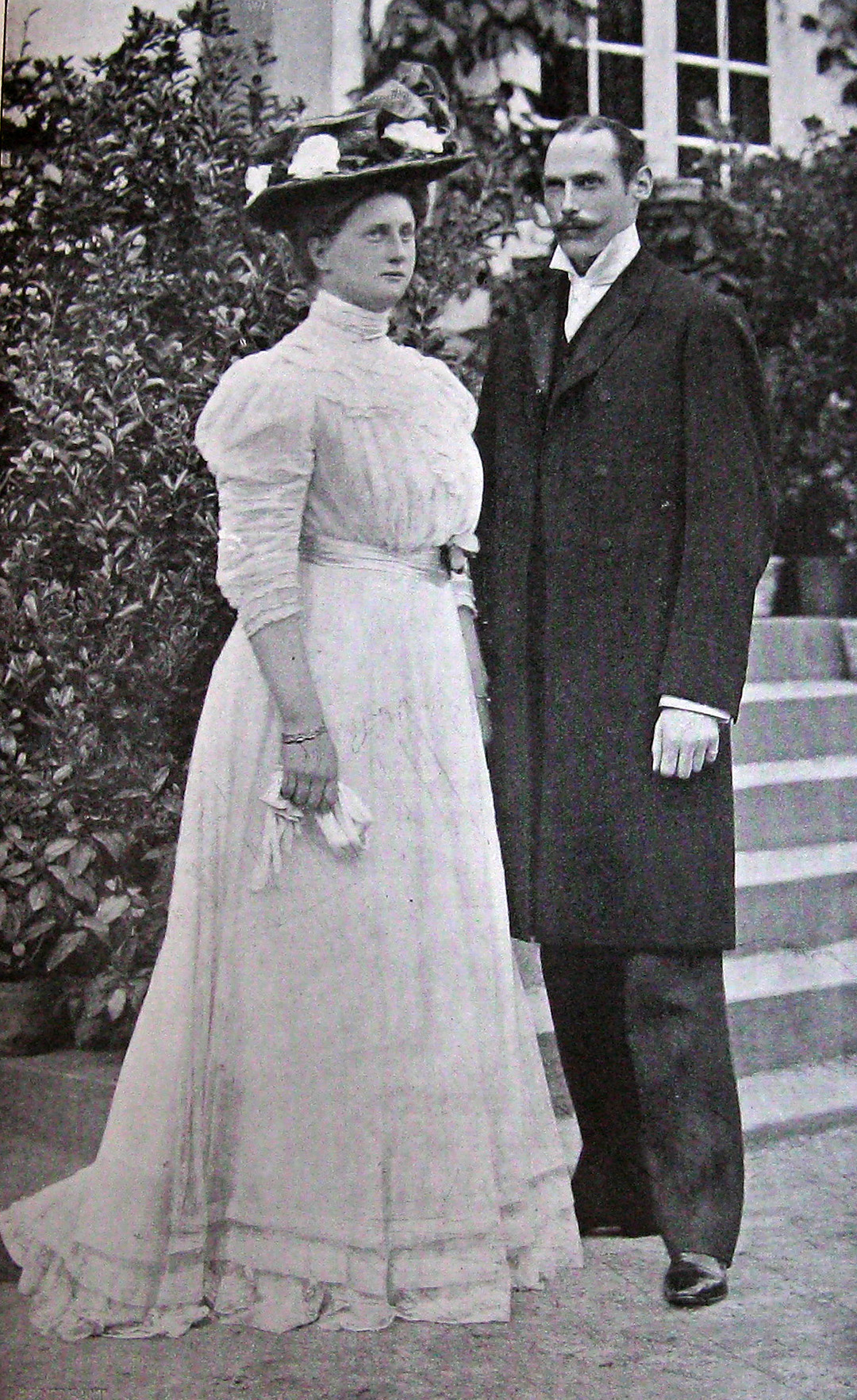
Prinzessin Helena und Prinz Harald 1909

Prinzessin Helena Adelheid Viktoria Marie von Schleswig-Holstein-Sonderburg-Glücksburg (* 1. Juni 1888 auf Gut Grünholz in Thumby bei Kappeln; † 30. Mai 1962 in Gentofte bei Kopenhagen) war eine deutsche Adelige aus dem Haus Glücksburg, einer Nebenlinie des Hauses Oldenburg, und durch Heirat Angehörige des dänischen Königshauses.

## Herkunft
Prinzessin Helena war das dritte Kind des Herzogs Friedrich Ferdinand von Schleswig-Holstein-Sonderburg-Glücksburg und seiner Frau Caroline Mathilde von Schleswig-Holstein-Sonderburg-Augustenburg. Über ihre Mutter war Helena eine Nichte der letzten deutschen Kaiserin Auguste Viktoria sowie eine Nachfahrin von Johann Friedrich Struensee und von König Georg II. von Großbritannien. Helena wuchs mit fünf Geschwistern auf Schloss Glücksburg und auf Gut Grünholz auf. Ihre Schwester Viktoria Adelheid war durch Heirat die letzte Herzogin von Sachsen-Coburg und Gotha und außerdem die Großmutter des amtierenden schwedischen Königs Carl XVI. Gustaf (* 1946).

## Prinzessin in Dänemark

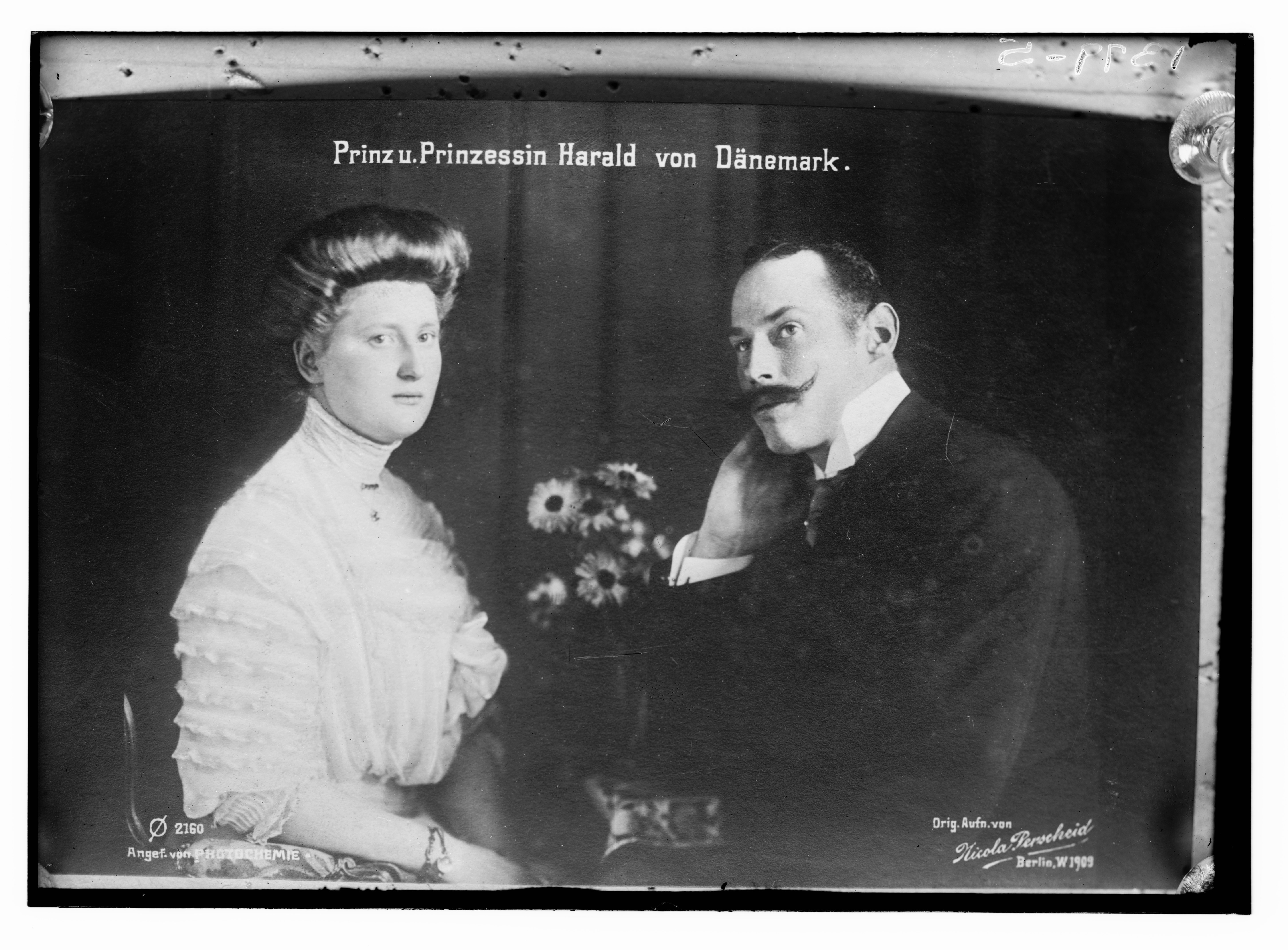
Prinzessin Helena und Prinz Harald in 1909.

Am 28. April 1909 heiratete Prinzessin Helena auf Schloss Glücksburg ihren Cousin zweiten Grades Prinz Harald von Dänemark (1876–1949), Sohn des Königs Friedrich VIII. von Dänemark (1843–1912) und der Louise von Schweden-Norwegen (1851–1926). Diese Ehe ist die einzige, die jemals zwischen der deutschen und der dänischen Linie des Hauses Glücksburg geschlossen wurde. Prinzessin Helena und Prinz Harald bezogen zunächst den stattlichen Herrensitz Jægersborghus in Gentofte bei Kopenhagen. Später zogen sie in eine für sie errichtete Julius-Bagger-Villa im vornehmen Kopenhagener Stadtteil Ryvangen um.

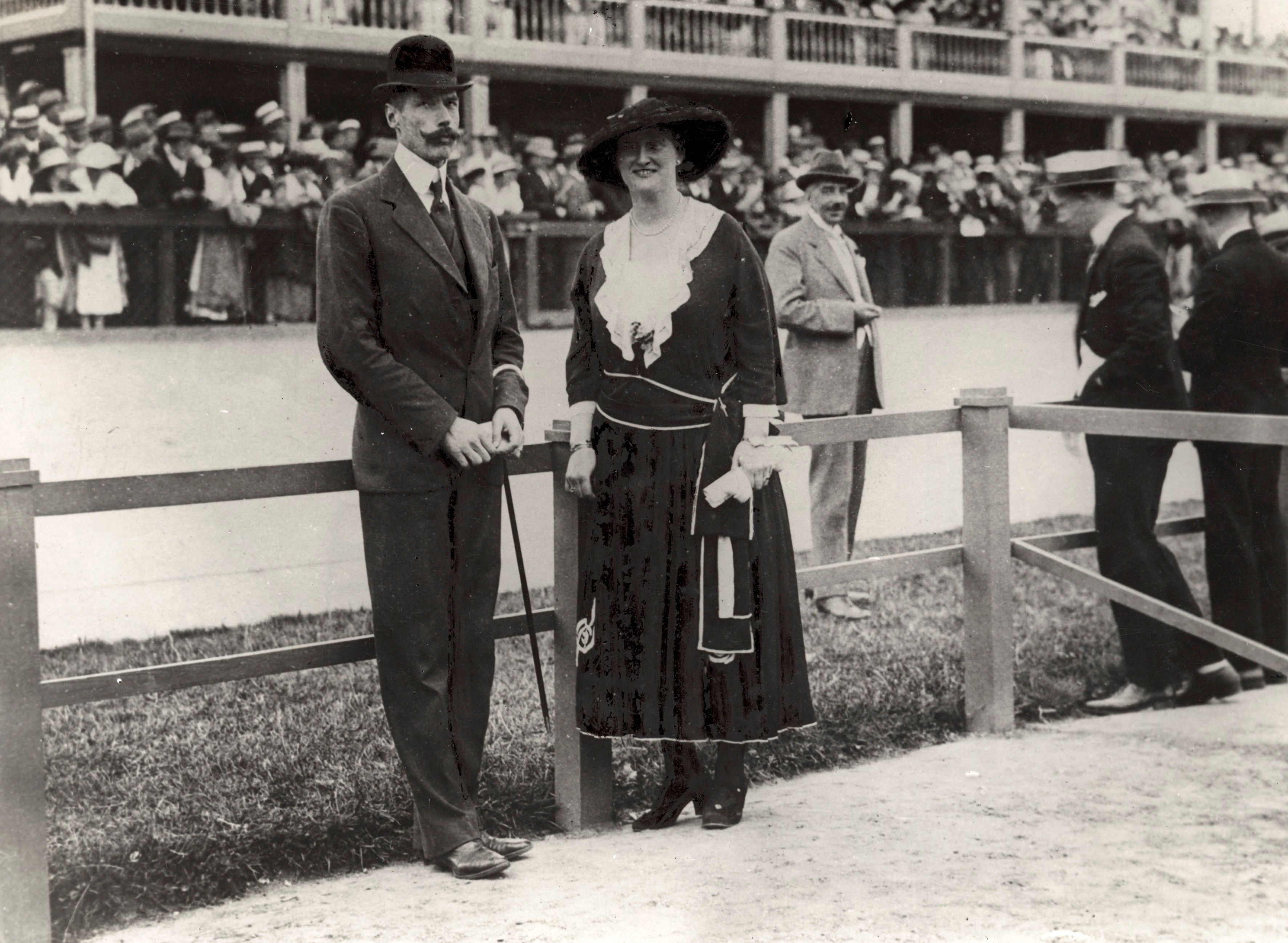
Prinzessin Helena und Prinz Harald bei den Bahnradsport-Weltmeisterschaften 1921 in Ordrup bei Kopenhagen.

Prinzessin Helena war durch ihre Hochzeit Mitglied des dänischen Königshauses und nahm aktiv am Hofleben teil. 1912 folgte Helenas Schwager Christian X. seinem Vater auf den Thron. Ab 1913 engagierte sich Helena für wohltätige Zwecke und sammelte Geld für die Errichtung eines Kinderheims, das 1923 in Gentofte eröffnet wurde und dessen langjährige Schirmherrin sie war.

## Verbannung aus Dänemark
Im Zweiten Weltkrieg machte sich Helena, die immer stolz auf ihre deutsche Herkunft gewesen war, sehr unbeliebt: Helena zeigte nicht nur Sympathie für die deutsche Besatzung in Dänemark, sondern sie empfing während der gesamten Kriegszeit auch hohe Offiziere der Wehrmacht in ihrer Villa in Ryvangen. Diese Gastfreundschaft ärgerte besonders ihren Schwager, König Christian X., der jede Zusammenarbeit mit den Nazis ablehnte und alle Angehörigen der Besatzungsmacht auf Abstand hielt.
Bei Kriegsende zog Christian X. Konsequenzen und verbannte seine Schwägerin Helena kurzerhand aus Dänemark: am 30. Mai 1945 fuhr ein Militärfahrzeug vor Helenas Villa am Svanemøllevej 25 vor, um sie zum Flughafen Kastrup zu bringen. Von dort wurde sie in einer Militärmaschine nach Schleswig ausgeflogen und anschließend zu ihrem Elternhaus, Schloss Glücksburg, gebracht. Dort musste Helenas Bruder Friedrich sie aufnehmen und versorgen. Das Recht, die dänische Staatsbürgerin Helena ohne Gerichtsurteil des Landes zu verweisen, hatte Christian X., weil Mitglieder der Königsfamilie nicht der allgemeinen Gesetzgebung unterlagen, sondern laut dem dänischen Königsgesetz dem „Züchtigungsrecht“ des Königs.
Es gilt als sicher, dass Christian X. sich auch deshalb zu der Verbannung entschloss, weil er gegenüber der Öffentlichkeit eine konsequente Aufarbeitung der Besatzungszeit signalisieren wollte. Das familiäre Drama, das die Verbannung ausgelöst haben muss, kann nur erahnt werden. Unangenehm war die Situation nicht zuletzt für Helenas Tochter Caroline Mathilde, da sie durch ihre Ehe mit Prinz Knut die Schwiegertochter des Mannes war, der ihre Mutter verbannt hatte. Am 7. September 1946 sprach Prinz Harald seinen Bruder Christian bei einer Einladung zum Tee auf die Situation seiner Frau an, doch zu diesem Zeitpunkt lenkte der König noch nicht ein. Als Prinz Harald 1947 plötzlich sehr krank wurde, gab Christian X. jedoch nach: am 5. Februar 1947 wurde die Verbannung aufgehoben. Prinzessin Helena kehrte nach Dänemark zurück und kümmerte sich um ihren Mann, bis dieser zwei Jahre später starb. Danach lebte Prinzessin Helena zurückgezogen in einer Villa in Holte bei Kopenhagen, bis sie 1962 starb.

## Kinder
Prinzessin Helena und Prinz Harald hatten fünf Kinder. 
- Prinzessin Feodora (* 3. Juli 1910; † 17. März 1975) ⚭ 1937 Christian Prinz zu Schaumburg-Lippe (1898–1974)

- Prinzessin Caroline-Mathilde (* 27. April 1912; † 12. Dezember 1995) ⚭ 1933 Erbprinz Knut von Dänemark (1900–1976)

- Prinzessin Alexandrine-Louise (* 12. Dezember 1914; † 26. April 1962) ⚭ 1937 Luitpold Graf zu Castell-Castell (1904–1941)

- Prinz Gorm (* 24. Februar 1919; † 26. Dezember 1991)

- Prinz Oluf (* 10. März 1923; † 19. Dezember 1990), seit 1948 Graf von Rosenborg, ⚭ 1948 Dorrit Puggaard-Müller (1926–2013) (geschieden 1977); ⚭ 1982 Lis Wolff-Jürgensen (* 1935) (geschieden 1983)